# Wolfgang Schneiderhan (General)

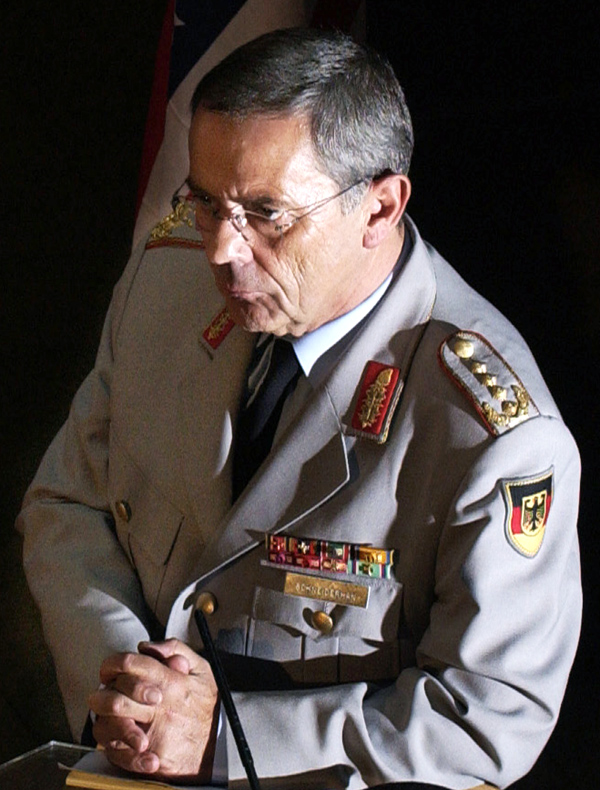
General Wolfgang Schneiderhan (2005)

Wolfgang Schneiderhan (* 26. Juli 1946 in Riedlingen) ist ein deutscher General a. D. der Bundeswehr. Er war vom 27. Juni 2002 bis zum 31. Dezember 2009 der 14. Generalinspekteur der Bundeswehr und damit der ranghöchste Offizier in der Spitzengliederung der Bundeswehr. Seit 2017 ist er Präsident des Volksbundes Deutsche Kriegsgräberfürsorge.

## Leben

### Militärische Laufbahn

#### Ausbildung und erste Verwendungen
Am 4. April 1966 trat Schneiderhan als Offizieranwärter seinen Dienst bei der Panzertruppe der Bundeswehr in Dornstadt an. Er absolvierte die Ausbildung zum Offizier und wurde zwei Jahre später, am 1. Oktober 1968, zum Leutnant und am 1. April 1971 zum Oberleutnant befördert. Von 1972 bis 1974 diente er als Jugendoffizier der 10. Panzerdivision in Sigmaringen. Die Beförderung zum Hauptmann erfolgte am 1. April 1974. Von 1974 bis 1977 war Schneiderhan Kompaniechef im Panzerbataillon 293 in Stetten am kalten Markt, in dieser Verwendung war sein Divisionskommandeur Günter Kießling, zu dem er später regelmäßig Kontakt hielt.

#### Dienst als Stabsoffizier
Von 1977 bis 1979 absolvierte Schneiderhan den 20. Generalstabslehrgang des Heeres an der Führungsakademie der Bundeswehr (FüAkBw) in Hamburg –, unter anderem zusammen mit den späteren Generalleutnanten Hans-Heinrich Dieter und Jürgen Ruwe. Im Anschluss daran erhielt er am 1. Oktober 1979 die Beförderung zum Major.
Von 1979 bis 1981 war er als Referent für militärisches Nachrichtenwesen im Führungsstab der Streitkräfte (FüS) in Bonn eingesetzt. 1981 wurde Schneiderhan Abteilungsleiter Operationen und Ausbildung (G3) der Heimatschutzbrigade 55 in Böblingen. Am 27. Oktober 1982 erhielt er die Beförderung zum Oberstleutnant. In dieser Zeit diente er unter den Obersten Rolf Röder und Berthold Maria Schenk Graf von Stauffenberg. 1983 übernahm Schneiderhan in Brunssum in den Niederlanden den Posten des Operationsstabsoffiziers (G3) im NATO-Hauptquartier Europa-Mitte und diente dabei unter dem Kommando von General Leopold Chalupa.
Zurück in Deutschland übernahm er 1986 das Kommando über das Panzerbataillon 553 in Stetten am kalten Markt. Vom Oktober 1988 bis zum Oktober 1990 war er schließlich in Regensburg als Chef des Stabes der 4. Panzergrenadierdivision unter dem Kommando der Generalmajore Kurt Barthel und Jürgen Reichardt eingesetzt. In dieser Verwendung wurde er 1989 auch zum Oberst befördert.
1990 kehrte Schneiderhan zur NATO nach Brüssel (Belgien) zurück, diesmal als Stabsoffizier für Rüstungskontrolle. Hier diente er unter dem US-General John R. Galvin und dessen deutschem Stellvertreter General Dieter Clauß. 1992 folgte eine zweijährige Verwendung als Fachbereichsleiter Führungslehre (Heer) an der Führungsakademie der Bundeswehr.

#### Dienst im Generalsrang
Am 14. September 1994 übernahm Schneiderhan erneut ein Truppenkommando, diesmal als Kommandeur der Panzerbrigade 39 „Thüringen“ in Erfurt, was kurz nach der Wiedervereinigung als besonders verantwortungsvolle Aufgabe galt. In dieser Verwendung wurde er am 1. Oktober 1996 zum Brigadegeneral ernannt. Er führte diese Brigade bis zum 4. September 1997 und gab dann das Kommando an Günter Weiler ab.
Von 1997 bis 1999 folgte eine Verwendung als Stabsabteilungsleiter Bundeswehr-Planung im Führungsstab der Streitkräfte (FüS VI) im Bundesministerium der Verteidigung in Bonn und Berlin. Am 1. April 1999 wurde Schneiderhan zum Generalmajor ernannt und war von 1999 bis 2000 als Leiter der Stabsabteilung Militärpolitik und Führung (FüS III) eingesetzt.
Schneiderhan verblieb im Ministerium und übernahm nach der Ernennung zum Generalleutnant am 1. Juli 2000 von Generalleutnant Harald Kujat, der zum Generalinspekteur aufstieg, den Posten des Leiters des Planungsstabs des Bundesministers der Verteidigung unter dem damaligen Verteidigungsminister Rudolf Scharping (SPD). Diesen Posten gab er 2002 an Franz H. U. Borkenhagen ab, der bis dahin den Presse- und Informationsstab geleitet hatte und davor bereits als stellvertretender Leiter des Stabes unter Kujat und Schneiderhan selbst fungiert hatte.
Am 1. Juli 2002 wurde Schneiderhan schließlich zum Generalinspekteur der Bundeswehr ernannt – dem 14. seit Gründung der Bundeswehr und dritten in der Ära Rudolf Scharping. Verbunden mit diesem Posten war die Ernennung zum General. Er wurde damit abermals Nachfolger von Harald Kujat, der als Vorsitzender des NATO-Militärausschusses nach Brüssel wechselte.
Während der Amtszeit als Generalinspekteur wurde seine Dienstzeit über das übliche Pensionierungsalter hinaus zweimal verlängert, im Juli 2007 sowie Juli 2008. Schneiderhan wäre demnach zum 31. Juli 2010 in den Ruhestand getreten. Er war zudem Vorsitzender des Soldatenhilfswerks der Bundeswehr e. V. und Mitglied des Deutschen Bundeswehrverbandes.
Bei einer Veranstaltung des Bundeswehrverbandes am 16. Juni 2009 äußerte sich Schneiderhan kritisch gegenüber dem Verhalten vieler Soldaten im Auslandseinsatz und erklärte, ein „Rundum-Wohlfühlangebot mit Erfolgserlebnis“ könne nicht garantiert werden.
Wegen des Vorwurfs, Informationen bei den Ermittlungen zu dem Luftangriff bei Kundus vom 4. September 2009 zurückgehalten zu haben, wurde neben dem Staatssekretär Peter Wichert am 26. November 2009 auch Schneiderhan vom neuen Verteidigungsminister Karl-Theodor zu Guttenberg von seinen Aufgaben entbunden. Schneiderhan formuliert in seinem Demissionsgesuch: „Sehr geehrter Herr Minister, Sie haben Ihre Erklärung vom 6.11.09 zum Luft-Boden-Einsatz in Kundus auf der Grundlage des Abschlussberichtes Com-Isaf abgegeben. Andere Zwischenberichte, Berichte und Meldungen wurden Ihnen nicht vorgelegt. Dafür übernehme ich die Verantwortung. Deshalb bitte ich Sie, mich von meinen Dienstpflichten zu entbinden und in den Ruhestand zu versetzen.“ Über den genauen Ablauf der Entlassung, genauer über das Ausmaß der nicht vorgelegten Informationen, gibt es jedoch widersprüchliche Darstellungen. Schneiderhan beteuert, zu Guttenberg spätestens am 25. November 2009 auf seine Nachfrage hin alle Berichte zum Vorfall vollständig zur Verfügung gestellt zu haben und mitnichten Berichte unterschlagen zu haben. Schneiderhan wurde am 3. Dezember 2009 mit einem Großen Zapfenstreich in den Ruhestand versetzt. Am 18. März 2010 sagte Schneiderhan schließlich vor dem Kundus-Untersuchungsausschuss des Bundestages aus.
Nachfolger auf dem Posten des Generalinspekteurs wurde am 21. Januar 2010 General Volker Wieker.

### Auszeichnungen
Während seiner Dienstzeit wurde Schneiderhan mit zahlreichen Orden und Ehrenzeichen im In- und Ausland geehrt, darunter das Verdienstkreuz 1. Klasse des Verdienstordens der Bundesrepublik Deutschland und das Ehrenkreuz der Bundeswehr in Gold, das Legion of Merit der US-Streitkräfte, den Orden der französischen Ehrenlegion sowie im April 2010 mit dem Offizierskreuz des Ordre national du Mérite.
2007 erhielt er das Große Silberne Ehrenzeichen mit dem Stern für Verdienste um die Republik Österreich.
Schneiderhan wurde am 25. April 2009 die Verdienstmedaille des Landes Baden-Württemberg und am 29. April 2009 durch Bundespräsident Horst Köhler persönlich das Große Verdienstkreuz des Verdienstordens der Bundesrepublik Deutschland verliehen.
Am 21. Januar 2010 wurde Schneiderhan beim gemeinsamen Neujahrsempfang des Landkreises Sigmaringen und der 10. Panzerdivision für sein Engagement für die Bundeswehr und seine Heimatregion mit der „Bürgermedaille des Landkreises“ aus den Händen Dirk Gaertes gewürdigt.
Am 18. September 2021 wurde Schneiderhan mit der Herzog-Carl-Medaille ausgezeichnet, der höchsten Auszeichnung der historischen Bürgerwehren in Baden-Württemberg.
Schneiderhan ist Ehrenmitglied des Reichsbanners Schwarz-Rot-Gold, Bund aktiver Demokraten e. V.

### Präsident des Volksbund Deutsche Kriegsgräberfürsorge e. V.
Seit 28. November 2014 war er Vizepräsident des Volksbund Deutsche Kriegsgräberfürsorge e. V. Nach dem Rücktritt von Markus Meckel am 22. September 2016 übernahm Schneiderhan die kommissarische Präsidentschaft, am 28. April 2017 wurde er zum Präsidenten gewählt und am 22. Oktober 2021 für weitere vier Jahre im Amt bestätigt. Am 19. November 2023 hielt er im Bundestag eine Rede bei der zentralen Gedenkstunde zum Volkstrauertag.

### Privates
Wolfgang Schneiderhan wuchs in Saulgau auf. Am Störck-Gymnasium Saulgau legte er 1965 sein Abitur ab. Wäre Schneiderhan nicht Berufssoldat geworden, würde er nach eigener Aussage vielleicht in seiner oberschwäbischen Heimat Bad Saulgau als Lehrer für Deutsch und Geschichte leben. Er ist mit der zwischenzeitlich pensionierten Jugendrichterin Elke Schneiderhan, geborene Speckhardt, verheiratet und Vater von drei Söhnen und zwei Töchtern.
Der frühere Jugendoffizier ist heute Ehrenpräsident des Fördervereins der Jugendoffiziere e. V.
Schneiderhan ist Mitglied des Beirats der Stiftung Deutscher Offizier Bund.